# Jorge Corsi
Jorge Corsi (nacido en 1948) es un psicólogo argentino especialista en violencia familiar y pedófilo convicto. Fue considerado un referente en el tema, especialmente en los países de habla hispana, hasta que perdió su prestigio luego de ser acusado y condenado como partícipe de un caso de corrupción de un menor de edad.
Se inició en el campo de la violencia familiar en la década del 80, siendo autor de cinco libros sobre el tema. Integró una comisión para elaborar un proyecto de ley sobre violencia de género, y fundó la primera carrera de especialización en Violencia Familiar en el año 1989 en la Facultad de Psicología de la Universidad de Buenos Aires.[cita requerida]

## Trayectoria
Fue profesor titular de Psicoterapias Breves, Facultad de Humanidades, Universidad de Palermo; supervisor general del Centro Integral de Salud Psicológica y miembro fundador y fue presidente de la Asociación Argentina de Prevención de la Violencia Familiar. Fue Director de la carrera de especialización en Violencia Familiar del área de Posgrado de la UBA desde 1989 hasta julio de 2008 y ha dictado cursos y seminarios en diversos lugares: entre ellos dictó el seminario «La construcción del género masculino y la violencia» en el Instituto Hannah Arendt. Fue el introductor en Argentina del concepto de «violencia de género».

## Corrupción de menores
Corsi fue declarado culpable de haber sido partícipe secundario en un caso de corrupción de menores . En 2008 fue previamente encarcelado durante seis meses en la prisión federal de Marcos Paz, pero fue puesto en libertad por no existir peligro de fuga. En 2012 fue finalmente condenado a tres años de prisión (la mínima posible) tras un juicio abreviado, y fue puesto en libertad en 2014. En el momento de su condena los medios especularon con  una posible conexión con una red española, cosa que nunca fue probada. Nunca intentó volver al medio académico.
En una entrevista en 2009 declaró que la pedofilia no es una categoría jurídica, ya que no está contemplada en los códigos penales y la publicación tituló esa entrevista como «La pedofilia no es delito».

## Principales aportes al campo de la violencia familiar y de género
Corsi definió tempranamente el concepto de «Violencia familiar» como cualquier forma en la que uno de los miembros de la familia causa daño físico, psicológico o de cualquier otra índole a otro miembro de la familia. Basó su teoría en el estudio del abuso de poder en las relaciones familiares. 
Se especializó en el estudio de los hombres que ejercen violencia sobre sus parejas. Dirigió un programa de asistencia a dichos hombres, con el objetivo de lograr un cambio en sus conductas y generar medidas de protección para las víctimas.
Fue consultado para la elaboración de leyes sobre Violencia de Género, tanto en Argentina como en otros países de habla hispana. 
Otro tema que fue objeto de su investigación es el campo de las psicoterapias breves. Propuso un modelo de intervención basado en el modelo ecológico de Bronfenbrenner, atendiendo a los niveles comportamental, cognitivo, interaccional y psicodinámico. Es autor de numerosos artículos sobre el tema y ha dictado cursos y conferencia en la mayoría de los países de habla hispana. 

## Publicaciones
- Violencia Familiar, Editorial Paidós
- Violencia masculina en la pareja, Editorial Paidós
- Maltrato y abuso en el ámbito doméstico, Editorial Paidós
- Violencias sociales, Editorial Ariel
- Psicoterapia integrativa multidimensional, Editorial Paidós

## Bibliografiía
- Corsi, Jorge. El Síndrome de “burnout” en profesionales trabajando en el campo de la violencia domestica (PDF). Fundación Mujeres.
- Corsi, Jorge. ¿Cómo se puede prevenir la violencia en la pareja? (PDF). Fundación Mujeres. Archivado desde el original el 24 de junio de 2021.
- Corsi, Jorge. La violencia hacia la mujer en el contexto doméstico (PDF). Fundación Mujeres.

- Datos: Q5934805